# Triprion petasatus
Az Triprion petasatus a kétéltűek (Amphibia) osztályának békák (Anura) rendjébe és a levelibéka-félék (Hylidae) családjába tartozó faj.

## Előfordulása
A faj Belize-ben, Guatemalában, Honduras és Mexikóban él. Természetes élőhelye szubtrópusi vagy trópusi száraz erdők, nedves szavannák, édesvizű mocsarak, időszakos édesvizű mocsarak, kertek, lepusztult erdők, csatornák, árkok.